# Sjaalmanpers
De Sjaalmanpers was een uitgever van bibliofiele uitgaven met literaire teksten die nog niet eerder of alleen in krant of tijdschrift waren verschenen. Het was een initiatief van Jan Praas (1921-2011) en Hans van Straten (1923-2004).
De meeste boekjes, die met de hand werden gemaakt, verschenen in twee reeksen: de Sjaalmancahiers met 24 titels en Klein Literair Museum, ook met 24 titels.
De naam Sjaalmanpers verwijst naar 'het pak van Sjaalman', dat voorkomt in het door Multatuli (Eduard Douwes Dekker) geschreven boek Max Havelaar. Het 'pak van Sjaalman' is een verzameling opstellen over een groot aantal verschillende onderwerpen.

## Sjaalmancahiers (1984-1987)
1. Ab Visser, De Grunneger staar. Een sterk verhaal. Utrecht-Bunnik, Sjaalmanpers, 1984, 12 p., 21 x 15 cm., 100 genumm. ex. Sjaalmancahier 1.
2. A. Marja. Chez Antoine. Een Groningse herinnering. Utrecht-Bunnik, Sjaalmanpers, 1984. 12 p., 21 x 15 cm., 100 genumm. ex., Sjaalmancahier 2.
3. Herman de Man, Bramen plukken. Utrecht-Bunnik, Sjaalmanpers, 1984, ?? p., 21 x 15 cm., 100 genumm. ex. Sjaalmancahier 3.
4. Theo van Baaren, In mensen een onbehagen. Tegendraadse notities. Utrecht-Bunnik, Sjaalmanpers, 1984, 24 p., 21 x 15 cm., 100 genumm. ex. Sjaalmancahier 4.
5. Frits Hopman, Het kruispunt en nog een verhaal. Utrecht-Bunnik, Sjaalmanpers, 1985, 19 p., 21 x 15 cm., 100 genumm. ex. Sjaalmancahier 5.
6. Joost de Klerk, De FN in het fonteinkastje. Een oorlogsverhaal. Utrecht-Bunnik, Sjaalmanpers, 1985, 16 p., 21 x 15 cm., 100 genumm. ex. Sjaalmancahier 6.
7. Koos Schuur, Piëdestal voor een gastvrouw. Utrecht-Bunnik, Sjaalmanpers, 1985, 19 p., 21 x 15 cm., 115 genumm. ex. Sjaalmancahier 7.
8. Vic van de Reijt, Bustrip naar Elsschot. Een reisverslag. Utrecht-Bunnik, Sjaalmanpers, 1985, 1e dr, 12pp., 21 x 15 cm., … genumm ex. Sjaalmancahier 8.
9. Jan Rietveld, Dirkje Kuik, De stokroos: nagelaten gedichten. Utrecht-Bunnik, Sjaalmanpers 9, 1985, 26p., 21 x 15 cm., 100 genumm. ex. Sjaalmancahier 9.
10. D. Opsomer, De ontdekking. Een verhaal. Utrecht-Bunnik, Sjaalmanpers, 1985, 15 p., 21 x 15 cm., 100 genumm. ex. Sjaalmancahier 10.
11. Bergman, Zonder omwegen. Aforismen. Utrecht-Bunnik, Sjaalmanpers, 1985, 16 p., 21 x 15 cm., 100 genumm. ex. Sjaalmancahier 11.
12. Floris d’Arkeneel & Ulrich Jeltema, Terug naar Louis Paul Boon. Utrecht-Bunnik, Sjaalmanpers, 1985, 19 p., 21 x 15 cm., 100 genumm. ex. Sjaalmancahier 12.
13. A. Marja, Brief aan een psychiater. Utrecht-Bunnik, Sjaalmanpers, 1986, 12 p., 21 x 15 cm., 100 genumm. ex. Sjaalmancahier 13.
14. Cyriel Buysse / Karel van de Woestijne, Verkiezingen op het Vlaams platteland. Utrecht-Bunnik, Sjaalmanpers, 1986, 20 p., 21 x 15 cm., 110 genumm. ex. Sjaalmancahier 14.
15. Hans Werkman, Een avond in de polderkamer. Utrecht-Bunnik, Sjaalmanpers, 1986, 19 p., 21 x 15 cm., 100 genumm. ex. Sjaalmancahier 15.
16. Ab Visser, Het literaire café. Open brief aan Nico Rost. Utrecht-Bunnik, Sjaalmanpers, 1986, 16 p., 21 x 15 cm., 100 genumm. ex. Sjaalmancahier 16.
17. Mathilde Stuiveling-Van Vierssen Trip, De school van Leopold. Utrecht-Bunnik, Sjaalmanpers, 1986, 35 p., 21 x 15 cm., 100 genumm. ex. Sjaalmancahier 17.
18. Madelon Székely-Lulofs, Het schot. Utrecht-Bunnik, Sjaalmanpers, 1986. 24 p., 21 x 15 cm., 115 genumm. ex. Sjaalmancahier 18.
19. A. Marja, Tussen Beerta en Parijs; nagelaten teksten. Utrecht-Bunnik, Sjaalmanpers, 1986, 26 p, 21cm, opl. 115 ex., Sjaalmancahier 19.
20. Floris d'Arkeneel, In de ban van Johan Brouwer: een Utrechtse geschiedenis. Utrecht-Bunnik, Sjaalmanpers, 1986, 22p., 120 ex. Sjaalmancahier 20.
21. Marcellus Emants, Brits-Indisch hotelleven. Utrecht-Bunnik, Sjaalmanpers, 1987, 16 p., 21 x 15 cm., 110 genumm. ex. Sjaalmancahier 21.
22. A.L. Schneiders, In de boom. Utrecht/Bunnik, Sjaalmanpers, 1987, 20 p., 21 x 15 cm., 115 genumm. ex. Sjaalmancahier 22.
23. Wouter Noordewier, Noordewier onder mensen. Utrecht-Bunnik, Sjaalmanpers, 1987, 16 p., 21 x 15 cm., 115 genumm. ex. Sjaalmancahier 23.
24. Theo van Baaren, Het missaal en nog een verhaal. Utrecht-Bunnik, Sjaalmanpers, 1987, 20 p., 21 x 15 cm., 115 genumm. ex. Sjaalmancahier 24.

## Klein Literair Museum (1984-1987), secundair-literaire teksten
1. Nol Gregoor, Een zwak voor Nescio. Utrecht-Bunnik: Sjaalmanpers, 1984. (16) p., 21 x 15 cm., 100 genumm exx. Klein Literair Museum 1
2. Hans van Straten, Willink over Du Perron. Een interview. Utrecht-Bunnik, Sjaalmanpers, 1984, 15 p., 21 x 15 cm., 100 genumm. ex. Klein Literair Museum 2.
3. Jan Praas, Praten met Belcampo. Een gesprek uit 1965. Utrecht-Bunnik, Sjaalmanpers, 1984, 14 p., 21 x 15 cm., 100 genumm. ex. Klein Literair Museum 3.
4. Hans van Straten (red.), Dada komt naar Utrecht. Een verslag. Utrecht-Bunnik, Sjaalmanpers, 1984, .. p., 21 x 15 cm., 100 genumm. ex. Klein Literair Museum 4. Ontleend aan Utrechtsch Provinciaal en Stedelijk Dagblad, 30-1-1923, mogelijk geschreven door A.C. Rochat, chef stadsredactie.
5. Willem Godschalk van Focquenbroch, Afrikaanse brieven. Utrecht-Bunnik, Sjaalmanpers, 1985, 28 p., 21 x 15 cm., 100 genumm. ex. Klein Literair Museum 5. Ingeleid door Rob Nieuwenhuys.
6. Martinus Hendrikus Werkman, A. Marja, Herinneringen aan H.N. Werkman. Utrecht-Bunnik, Sjaalmanpers, 1985, 22 p., 21 x 15 cm., 100 genumm. ex. Klein Literair Museum 6. Utrecht-Bunnik, Sjaalmanpers, 1985, 13 p., 21 x 15 cm., 100 genumm. ex. Klein Literair Museum 6.
7. Jan Vermeulen, Een tuiltje Bloem. Sporadische herinneringen. Utrecht-Bunnik, Sjaalmanpers, 1985, 13 p., 21 x 15 cm., 100 genumm. ex. Klein Literair Museum 7.
8. Jan G. Elburg, De dichter achter 't volle glas. Uit het onrustige leven van Gerard den Brabander. Utrecht-Bunnik, Sjaalmanpers, 1985, 27 p., 21 x 15 cm., 115 genumm. ex. Klein Literair Museum 8. Tekst van een lezing bij het verschijnen van Den Brabanders Verzamelde gedichten.
9. Johan van Delden, Liefkensstraat 66. Herinneringen aan A. Marja. Utrecht-Bunnik, Sjaalmanpers, 1985; 17 p.; 21 x 15 cm., 100 genumm. ex. Klein Literair Museum 9.
10. Bert Voeten, Notities over de oude prins. Herinneringen aan A. Roland Holst. Utrecht-Bunnik, Sjaalmanpers, 1985, 17 p., 21 x 15 cm., 115 genumm. ex. Klein Literair Museum 10. Fragmenten verschenen eerder in Barbarber (1971) en in de Haagse Post (1973).
11. Leo & Tineke Vroman, Met en zonder Max de Jong. Utrecht-Bunnik, Sjaalmanpers, 1985; 27 p.; 21 x 15 cm., 100 genumm. ex. Klein Literair Museum 11.
12. Leo & Tineke Vroman & Hans van Straten, Cola Debrot en de nachtelijke stemmen bij het Domplein. Utrecht-Bunnik, Sjaalmanpers, 1985, 19 p., 21 x 15 cm., 115 genumm. ex. Klein Literair Museum 12.
13. G.A. van Klinkenberg, Jaren met Marsman. Utrecht-Bunnik, Sjaalmanpers, 1986, 24 p., 21 x 15 cm., 100 genumm. ex.  Klein Literair Museum 13.
14. Jan Engelman, Saar de Swart, muze der tachtigers. Utrecht-Bunnik, Sjaalmanpers, 1986, 16 p., 21 x 15 cm., 115 genumm. ex. Klein Literair Museum 14. Eerder gepubliceerd in De Groene Amsterdammer.
15. Simon Vinkenoog, Mijn Parijse legende. Utrecht-Bunnik, Sjaalmanpers, 1986, 22 p., 21 x 15 cm., 100 genumm. ex. Klein Literair Museum 15. Tekst van een lezing.
16. Floris Mansarde & Diederik van Stolberg, Nu wordt het toch tijd voor een borrel. Een handvol literaire anekdoten. Utrecht-Bunnik, Sjaalmanpers, 1986, 28 p., 21 x 15 cm., Klein Literair Museum 16
17. Bert Voeten, Mijn buurman J.C. Bloem. Utrecht-Bunnik, Sjaalmanpers, 1986, 17 p., 21 x 15 cm., 115 genumm. ex. Klein Literair Museum 17.
18. Herman de Man, De erotiek in onze letteren. Over pornografie en Vestdijk. Utrecht/Bunnik, Sjaalmanpers, 1986, 19 p., 21 x 15 cm., 120 genumm. ex. Met een nawoord van Jean Brüll. Eerder verschenen op 11 november 1939 in de Java-Bode. Klein Literair Museum 18.
19. Igor Cornelissen, Borgtochtelijk lijden - Het korte leven van J.K. van Eerbeek. Utrecht-Bunnik, Sjaalmanpers, 1986, 24 p., 21 x 15 cm., 115 genumm. ex. Klein Literair Museum 19
20. Hansmaarten Tromp, Toeschouwer uit een hoge toren. Martinus Nijhoff (1894-1953). Utrecht-Bunnik, Sjaalmanpers, 1986, 20 p., 21 x 15 cm., 115 genumm. ex. Klein Literair Museum 20. Oorspronkelijk gepubliceerd in de Haagse Post van 11 november 1978. De tekst is voor deze publicatie herzien.
21. Frans Coenen, Kleine en zeer kleine schrifturen. Utrecht-Bunnik, Sjaalmanpers, 1987, 16 p., 21 x 15 cm., 110 genumm. ex. Klein Literair Museum 21. Eerder verschenen in De Vrije Bladen (1927) en Groot Nederland (1928, 1929 en 1933).
22. Pieter van Oudheusden, Jan Arends als schrijver van stripverhalen. Utrecht-Bunnik, Sjaalmanpers, 1987; 27pp.; 21 x 15 cm., 110 genumm. ex. Klein Literair Museum 22
23. Fred Batten, Denkend aan Ter Braak. Utrecht-Bunnik, Sjaalmanpers, 1987, 27 p., 21 x 15 cm., 120 genummerde exemplaren Klein Literair Museum deel 23.
24. Floris Mansarde, Altijd kalk in je bed. Literaire anekdoten en curiosa. Utrecht-Bunnik, Sjaalmanpers. 1987. 28 p., 21 x 15 cm., 115 genummerde ex.l Klein Literair Museum 24.

## Losse titels (1982-1987)
- Jan Praas & Hans van Straten (samenstelling), Dichters in de marge. Utrecht-Bunnik, Sjaalmanpers, 1982, 68 p., oplage 500 ex. (Niet handgemaakt.)
- Hans van Straten, Stem uit het graf. Aforismen. Utrecht-Bunnik, Sjaalmanpers, 1983, 32 p., oplage 100 ex.
- Paul Rodenko, Over vrouwen en andere futiliteiten (of: over mannen en andere enormiteiten). Utrecht-Bunnik, Sjaalmanpers, 1984, 11 p., oplage 250 ex.
- Guillaume van der Graft, Over dichters. Gecalligrafeerd door Coen Hofmann. Utrecht-Bunnik, Sjaalmanpers, 1985, 26 p., oplage 200 ex.
- Jan Praas en Hans van Straten, Multatuli onder vuur. Schimpscheuten en schampschoten op Eduard Douwes Dekker. Utrecht-Bunnik, Sjaalmanpers, 1986, 20 p., 175 ex.
- Hans van Straten?, Anekdoten over Gerard Reve. Des Volksschrijvers Wel en Wee. Utrecht-Bunnik, Sjaalmanpers, 1986, 15 p., oplage 75 ex.
- Hans van Straten, Het mes tussen de ribben. Een verzameling moordenaarskritieken. Utrecht-Bunnik, Sjaalmanpers, 1987, 28 p., 60 ex.
- Hans van Straten, Verborgen versregels. Utrecht-Bunnik, Sjaalmanpers, z.j., 12 p., 100 ex.
- J. Slauerhoff, Kolibries. Utrecht-Bunnik, Sjaalmanpers, 1987, 16 p., 50 ex.
- Leins Janema (= Karel N.L. Grazell), Met een keel van taal. Utrecht-Bunnik, Sjaalmanpers, 1987, 24 p., 50 ex.
- Leins Janema (= Karel N.L. Grazell) & Jan Praas, Literaire herinneringen en anekdotes. Utrecht-Bunnik, Sjaalmanpers, 1987, 28 p., 45 ex. Uitgebracht op zaterdag 7 november 1987 ter gelegenheid van de Groningse literatuurweek Herfstschrift.

## Het Pak van Sjaalman (1987-2000)
Na 1987 gaf Jan Praas nog enkele publicaties uit onder de uitgeversnaam Het Pak van Sjaalman.
- Mensen komen in beweging als wat voor hun deur ligt ze niet bevalt. Het pak van Sjaalman, Bunnik, 1987, 15 p., 21 x 14,5 cm., opl. 70 ex.
- Floris d'Arkeneel, Een uitstapje naar de Sovjetunie. Bunnik, Het Pak van Sjaalman, 1988, 38 p., opl. 60 ex.
- Jan Praas, Het ritme van Duke Ellington. Literaire herinneringen en curiosa. Bunnik, Het Pak van Sjaalman, 1989, 16 p., opl. 55 ex.
- Jan Praas, Amsterdam, Amsterdam. Een intermezzo. Bunnik, Het Pak van Sjaalman, 1990, 20 p., opl. 60 ex.
- E. du Perron, Tijdverdrijf voor enkele fijne luiden. Bunnik, Het Pak van Sjaalman, 1991, 16 p., 21 x 14,5 cm., opl. 12 ex.
- Jan Praas, Ik liep wel met hem op de Oude Gracht. Over het (laten) schrijven van sonnetten over Utrecht. Odijk, Het Pak van Sjaalman, 1992, 24 p., 21 x 15 cm., opl. 40 ex.
- Jan Praas, Een poging tot vereniging. Odijk, Het Pak van Sjaalman, 1992, 12 p.
- Jan Praas, Pleidooi van Elias. Odijk, Het Pak van Sjaalman, 1993, 24 p., 21 x 14,5 cm., opl. 50 ex.
- Jan Praas, Het plateau van Langres. Odijk, Het Pak van Sjaalman, 1993, 48 p., 21 x 14,5 cm., opl. 50 ex.
- Jan Praas, Een engel achter de hand. Odijk, Het Pak van Sjaalman, 1998, 48 p., 21 x 14,5 cm., opl. 60 ex.
- Jan Praas, Uit de eerste hand: drie ontmoetingen met WFH. Odijk, Het Pak van Sjaalman, 2000, 31 pp. opl. 35 ex.
- Jan Praas, Egidius. Odijk, Het Pak van Sjaalman, 2000, 8 pp., opl. 15 ex.
- Jan Praas, Achter de feiten aan. Odijk, Het Pak van Sjaalman, 2001, 16 pp., opl. 19 ex.
- Jan Praas, Achteraf gezien. Odijk, Het Pak van Sjaalman, 2002, 16 pp., opl. 25 ex.
- Jan Praas, Nochtans. Odijk, Het Pak van Sjaalman, 2003, 16 pp., opl. 25 ex.